# Bild & Bubbla
Bild & Bubbla (ofta förkortat B&B) är en facktidskrift om tecknade serier. Bild & Bubbla produceras och utges av Seriefrämjandet. För närvarande (2020) är utgivningstakten fyra nummer per år. Tidskriften är Nordens största och tillika världens näst äldsta ännu existerande, som behandlar ämnet; äldre är endast den nederländska motsvarigheten Stripschrift, startad vårvintern 1968. Första numret under namnet Bild & Bubbla utgavs 1977, som en fortsättning på och namnändring av Thud (lanserad sommaren 1968).
19 oktober 2019 blev Bild & Bubbla Årets kulturtidskrift 2019.

## Historik

### Thud
Bild & Bubbla började sin historia under namnet Thud. Detta fanzin om serier gavs ut första gången sommaren 1968 och distribuerades av redaktörerna Janne Lundström och Henri Holmgren till ett fyrtiotal serieintresserade. Tidningen var då endast åttasidig och i A5-format. Avsikten med tidningen var att skapa en förening för seriefans, och 7 december 1968 bildades så förbundet Seriefrämjandet vid ett möte i Stockholm.
Från och med 1969 började Thud utkomma fyra gånger per år, och man fick hjälp från serieförlaget Semic med sättning av tidningen. År 1975 fick tidningen för första gången statligt tidskriftsstöd, och vid årsmötet det året beslöt man efter diskussioner om att tidningen skulle byta namn till något mer seriöst.

### Bild & Bubbla
Från och med nummer 35 (1/1977) bytte tidningen namn till Bild & Bubbla.
Debatter om Bild & Bubblas roll ledde till ett beslut att föra ut den hittillsvarande medlemstidskriften till allmänheten. Under 1981 började den med stöd av Semic Press att säljas i Pressbyrån som fristående kulturtidskrift, nu i större format och med sex nummer per år. Samtidigt fick SeF en ny intern medlemstidning – Tidskrift om tecknade serier (TOTS). 
Satsningen varade inte särskilt länge. B&B 1/1983 blev det sista numret som såldes i Pressbyrån, eftersom lönsamheten var för liten. Semic Press slutade därmed att täcka tidningens underskott men fortsatte att stödja föreningens verksamhet med ett årligt bidrag. B&B återgick till att bli enbart prenumerationstidskrift– dock inte längre en ren föreningstidskrift.
Bild & Bubbla har under många år varit Seriefrämjandets centrala verksamhet. Utseendet och innehållet har varierat beroende på redaktörer och föreningens ekonomi, och på senare år har tidningen varit en kvartalstidning på över 100 sidor (varav allt fler sidor i färg). Hösten 2014 distribuerades nummer 200. Alla de tidigare numren finns fortfarande till salu från redaktionen, i original- eller omtryck.

### Bild & BubblamedTegn
Bild & Bubbla samarbetade med den norska serietidskriften Tegn från 2/2001 till 4/2002 (Tegn 46–52). Dessa nummer innehöll 16 sidor från Tegn-redaktionen som publicerades på norska.

## Artikelsamlingar i andra medier

### Samlingsböcker
Åren runt 1990 publicerades två stora samlingsböcker med utvalda artiklar ur Bild & Bubbla. I böckerna, som båda har Daniel Atterbom som redaktör, är artiklarna kompletterade med serier av de behandlade serieskaparna.
1989 års Bild & Bubblas stora seriebok' innehåller bland annat B&B-artiklar från nummer av tidningen som då gått ur tryck. Omslaget är av serieskaparen Johan Andreasson efter en förlaga av Milton Caniff. I boken finns även en längre intervju med Rolf Gohs som ej tidigare publicerats i tidningen.
Tre år senare kom Bild & Bubblas andra seriebok, även denna med en blandning av artiklar och relaterade serier/serieavsnitt. Denna gång var artiklarna till stor del originalmaterial som inte tidigare tryckts i Bild & Bubbla. Omslagstecknare till denna volym, vars främsta fokus låg på den samtida anglosaxiska seriekulturen, var Jaime Hernandez. Utgivningen av denna bok sammanföll i tiden med de seriemässor under namnet Serieexpo som arrangerades i och runt Stockholm i början av 1990-talet; många av de behandlade serieskaparna var inbjudna gäster där.

### Bild & Bubbla på webben
2006 påbörjades en satsning på att göra B&B-artiklar tillgängliga på Internet. Ansvarig till en början var Jimmy Wallin. Tanken var att webbplatsen även skulle fungera som ett ställe där "extramaterial" kunde tillhandahållas, men satsningen kom av sig på grund av resursbrist (både personal och material).
Från och med 2008 återupptogs arbetet i Seriefrämjandet Stockholms regi, eftersom redaktionen bestämt sig för att flytta ut nyhetssektionen och recensionerna från tidningen till webben. Detta gjordes eftersom de senaste årens förseningar ofta medfört att dessa inslag blivit inaktuella vid utgivningen av pappersversionen. Numera finns bland annat recensionerna av seriefanzin på den relaterade SeF-sajten Seriefanzin.se.

## Ansvarig utgivare och redaktion
I skrivande stund (2020) är Fredrik Strömberg B&B:s chefredaktör. Dessutom ingår bland annat Jamil Mani och Karin Didring i redaktionen. Fredrik Strömberg är även tidningens ansvarige utgivare.

### Ansvarig utgivare genom åren
- Thud 1/68: (ingen)
- Thud 2/68–4/69: Sture Hegerfors
- Thud 1/70–B&B 1/86: Magnus Knutsson
- B&B 2/86–4/86: Göran Ribe
- B&B 1/87–3-4/89: Magnus Knutsson
- B&B 1/90–6/95: Daniel Atterbom
- B&B 1/96–1/00: Göran Ribe
- B&B 2/00–: Fredrik Strömberg

### Redaktörshistorik
Från starten 1968 var Janne Lundström redaktör för tidningen, till att börja med tillsammans med Henri Holmgren och därefter i andra konstellationer. Med nummer 1/73 tillträdde Göran Ribe som redaktör, något han skulle fortsätta som till nummer 5-6/84. Vid sin sida hade han åren 1975–80 bland annat Janne Lundström. I samband med omgörningen 1981 (se historiken ovan) kompletterade Horst Schröder som redaktör, och denne skulle i stort sett kvarstå i redaktionen ända till 1983. Under 1984 biträddes Göran Ribe av bland andra Gunnar Krantz.
Under 1985 byttes redaktionen ut helt och hållet. De tidigare redaktörerna hade i de flesta fall börjat på nystartade Epix förlag, vilket bland annat medfört att B&B led av en allt mer försenad utgivning. Ny redaktör blev Daniel Atterbom, till en början med Klas Åkerblom vid sin sida. Daniel Atterbom kvarstod som redaktör fram till och med 1996. År 1987 tillträdde Per A.J. Andersson som en av de nya redaktionsmedlemmarna, och han kom att leda tidningen som ansvarig redaktör från och med våren 1991 till och med sommaren 1993. Daniel Atterbom återkom som huvudredaktör hösten 1993 och fortsatte med detta fram till 1995. Nummer 3-4/95 var Ingemar Bengtsson ensam redaktör för, medan Göran Ribe axlade redaktörsrollen till och med 5-6/96.
År 1997 flyttade redaktionen till Skåne, där Peter Nilsson (även serieförfattare) och Fredrik Strömberg tog vid som redaktörer. Fredrik Strömberg kvarstår (2020) som en av tidningens chefredaktörer.

## Format, periodicitet och registrering
Sidantalet har varierat från 8 sidor (Thud 1) till närmare 200 sidor. För närvarande (2012) är ett normalt nummer 124 sidor tjockt och tryckt i ett kvadratiskt format om 225x225 millimeter.
Tidningen har under sin levnad oftast varit en kvartalstidskrift. Under två perioder har den dock givits ut som varannanmånadstidning – 1981–84 samt 1991–97. Bild & Bubbla har numera (2012) mars, maj, september och december som ordinarie utgivningsmånader
Bild & Bubbla har ISSN-märkningen 0347-7096. Under tiden som Thud var ISSN-märkningen 0346-3133.

## Priser och utmärkelser
Tidningen blev nominerad till Årets kulturtidskrift 2009, en utmärkelse som delas ut av Föreningen för Sveriges Kulturtidskrifter sedan 1996.